# 真下珂十郎
真下 珂十郎（眞下、ましも かじゅうろう、1843年（天保14年9月）- 1898年（明治31年））は、明治期の公吏、政治家、実業家。衆議院議員、群馬県碓氷郡原市町長。号・虚斎。

## 経歴
上野国碓氷郡、のちの群馬県碓氷郡原市町（安中町を経て現安中市）で、真下利七、しゅん の長男として生れた。佐々木愚山に師事し漢学、詩文を修めた。1856年（安政3年9月）安中藩士分となり、のち新徴組に加わり国事に奔走した。
1875年（明治8年）熊谷県雇となり、暢発学校（のち群馬県師範学校）俗務係を務め、北第21大区碓氷郡37カ町村と甘楽郡5カ村誌の編纂を担当。1876年（明治9年）北第21大区副区長に就任し、第19番中学区取締、医務取締、碓氷郡書記、学務委員、衛生委員、勧業委員などを務めた。
1881年（明治14年）群馬県会議員に選出され3期在任。この間、「娼妓廃絶ノ建議」の起草を担当した。その他、1884年（明治17年）原市町連合戸長に就任し、人見村外3カ村連合戸長、碓氷郡徴兵参事員、原市町会議員を務め、1889年（明治22年）原市町長に就任した。
1890年（明治23年）7月、第1回衆議院議員総選挙（群馬県第5区、自由党）では次点で落選。1894年（明治27年）9月、第4回総選挙（群馬県第5区、自由党）で当選し、衆議院議員に1期在任した。
実業界では、碓氷社頭取、原市銀行頭取を務め、繭競優会を主宰した。